# نذیر بلحاج
نذیر بلحاج (عربی: نذير بلحاج؛ زادهٔ ۱۸ ژوئن ۱۹۸۲) یک بازیکن فوتبال اهل الجزایر است.